# Ajos Isidoros
Ajos Isidoros (gr. Άγιος Ισίδωρος) – wieś w Republice Cypryjskiej, w dystrykcie Pafos. W 2011 roku liczyła 7 mieszkańców.